# 2024年夏季奧林匹克運動會美國男子籃球隊
美國國家男子籃球隊在2023年世界盃籃球賽僅取得了第四名，但仍憑著美洲區國家前2名的位置，直接獲得巴黎奧運資格。此前美國隊已經連續贏下四屆奧運金牌。本隊總教練是史蒂夫·科爾，助理教練為馬克·費、泰隆·魯、埃里克·斯波尔斯特拉。

## 球員名單
2024年1月，美國男子籃球隊公佈了2024年夏季奧林匹克運動會的41名球員的初步入圍名單。在4月中確定最終12人名單，由勒布朗·詹姆斯(39歲)、史蒂芬·柯瑞(36歲)、凱文·杜蘭特(35歲)等人所組成的復仇者聯盟。在七月初因科懷·雷納德傷勢疑慮退出，由波士頓塞爾提克後衛德瑞克·懷特接替。
其中由凱文·杜蘭特替美國拿下四金為最多。
1. ↑  最初名單由科懷·雷納德入選，但後來因傷勢疑慮而退隊，最終改由德瑞克·懷特遞補入選。

## 熱身賽
入選2024年巴黎奧運美國男子籃球隊的12人於7月11日至7月23日參加了熱身賽
| 2024年7月11日 |

|  |

| 加拿大                                                                                | 72–86 | 美国                                                                       |
| 每節分數： 14–21、19–20、25–21、24–23                                                 |       |                                                                            |
| 得分： R·J·巴瑞特 12 篮板： 普瑞西烏斯·阿丘瓦，艾克·恩瓦姆 7 助攻： 泰瑞澤·哈里伯頓 6 |       | 得分： 安東尼·愛德華茲 13 篮板： 安東尼·戴維斯 11 助攻： 泰瑞澤·哈里伯頓 6 |